# День Гідності та Свободи
День Гі́дності та Свобо́ди — свято в Україні, що святкується щороку 21 листопада на честь початку двох революцій: Помаранчевої революції (початок 22 листопада 2004 року) та Революції Гідності (акція студентів та громадських активістів розпочалася 21 листопада 2013 року). Є наступником свята Дня Свободи, що святкувалося 22 листопада на честь Помаранчевої революції у 2005—2011 роках, поки не було скасоване указом президента Віктора Януковича. 13 листопада 2014 року Президент України Петро Порошенко підписав указ, згідно з яким в Україні 21 листопада святкується День Гідності та Свободи.

## Встановлення

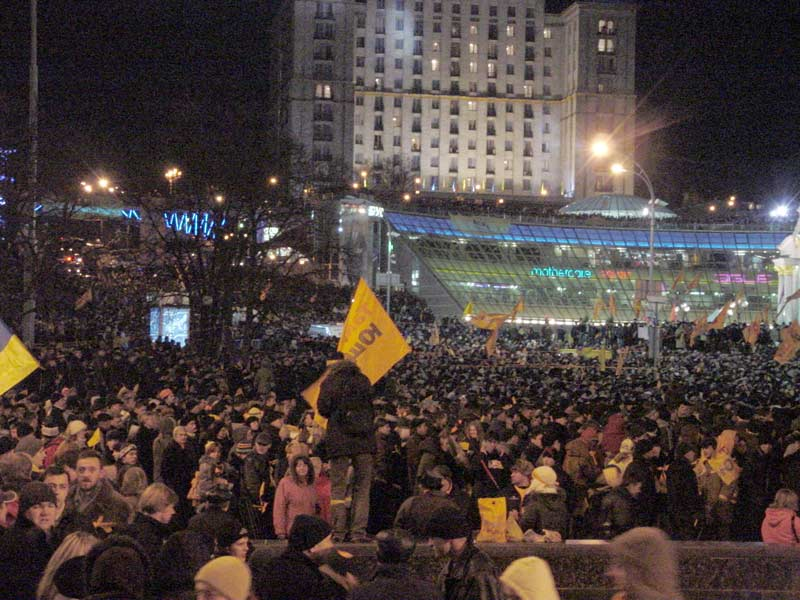
Початок Помаранчевої революції на Майдані Незалежності, 22 листопада 2004 року

Встановлене «з метою утвердження в Україні ідеалів свободи і демократії, збереження та донесення до сучасного і майбутніх поколінь об'єктивної інформації про доленосні події в Україні початку XXI століття, а також віддання належної шани патріотизму й мужності громадян, які восени 2004 року та у листопаді 2013 року — лютому 2014 року постали на захист демократичних цінностей, прав і свобод людини і громадянина, національних інтересів нашої держави та її європейського вибору…» згідно з указом Президента України Петра Порошенка № 872/2014 «Про День Гідності та Свободи» від 13 листопада 2014 року.
Одночасно зі встановленням Дня Гідності та Свободи указом № 871/2014 Президент скасував святкування Дня Соборності та Свободи та відновив День соборності України. Святкування Дня Соборності України та Дня Свободи президент Віктор Янукович скасував у 2011 році, запровадивши замість них День Соборності та Свободи України.

## Відзначення

### 2014
Перша річниця Революції гідності була певною мірою конфліктною через ситуацію між частиною громадськості і владою.
У Києві родичі героїв Небесної сотні освистали Президента України Петра Порошенка в ході покладання главою держави квітів, висловивши обурення безкарністю винних у вбивствах на Майдані. Невдовзі Порошенко ухвалив рішення надати загиблим звання Героїв України.
В Одесі на День гідності спроба активістів розбити наметове містечко під будівлею обласного УВС по вул. Єврейській, але були відтиснені звідти працівниками міліції
Заходи із вшанування загиблих на Майдані пройшли також в інших містах України — Львові, Тернополі, Чернівцях, Сумах, Кропивницькому, Запоріжжі, Дніпрі, Харкові, Миколаєві, Рівному.

### 2015
Друга річниця була позначена ще гострішими конфліктами, а в ряді ЗМІ обговорювалася можливість початку «Третього Майдану».
У Кривому Розі напруження було викликано фальсифікаціями на місцевих виборах на користь депутата від «Опозиційного блоку» Ю. Вілкула. Акції протесту розпочалися 17 листопада і станом на 21 листопада конфлікт лишався невирішеним, на народне віче 22 листопада до Кривого рогу приїхали Семен Семенченко, Володимир Парасюк, Андрій Садовий.
У Херсонській області напередодні річниці виник конфлікт між активістами громадянської блокади Криму та працівниками правоохоронних органів, внаслідок якого 6-7 людей отримали травми, зокрема журналістка каналу ATR Гульсум Халілова. Конфлікт стався після підриву невідомими особами електроопор у Генічеському та Чаплинському районах 20 листопада. Конфлікт спонукав кримських татар до проведення 21 листопада акції протесту під Адміністрацією Президента у Києві
Тим часом у Києві правоохоронці блокували підхід до пам'ятного хреста на алеї Небесної сотні, викликавши невдоволення громадян, що прийшли вшанувати пам'ять загиблих. Увечері того ж дня активісти зірвали запланований концерт на Майдані Незалежності, обурені тим, що річницю Майдану відзначають як свято.

### 2020
У Києві активісти провели автопробіг з Європейської площі до лікарні Феофанія, у якій на той час лікувався від коронавірусу президент Зеленський, з низкою вимог стосовно антикорупційної політики, конституційної кризи, звільнення Андрія Антоненка, роботи ТКГ тощо. Також відбулась хода Алеєю Героїв Небесної Сотні та молебень у пам'ять за загиблими.